# Jean-Baptiste Louis Gros

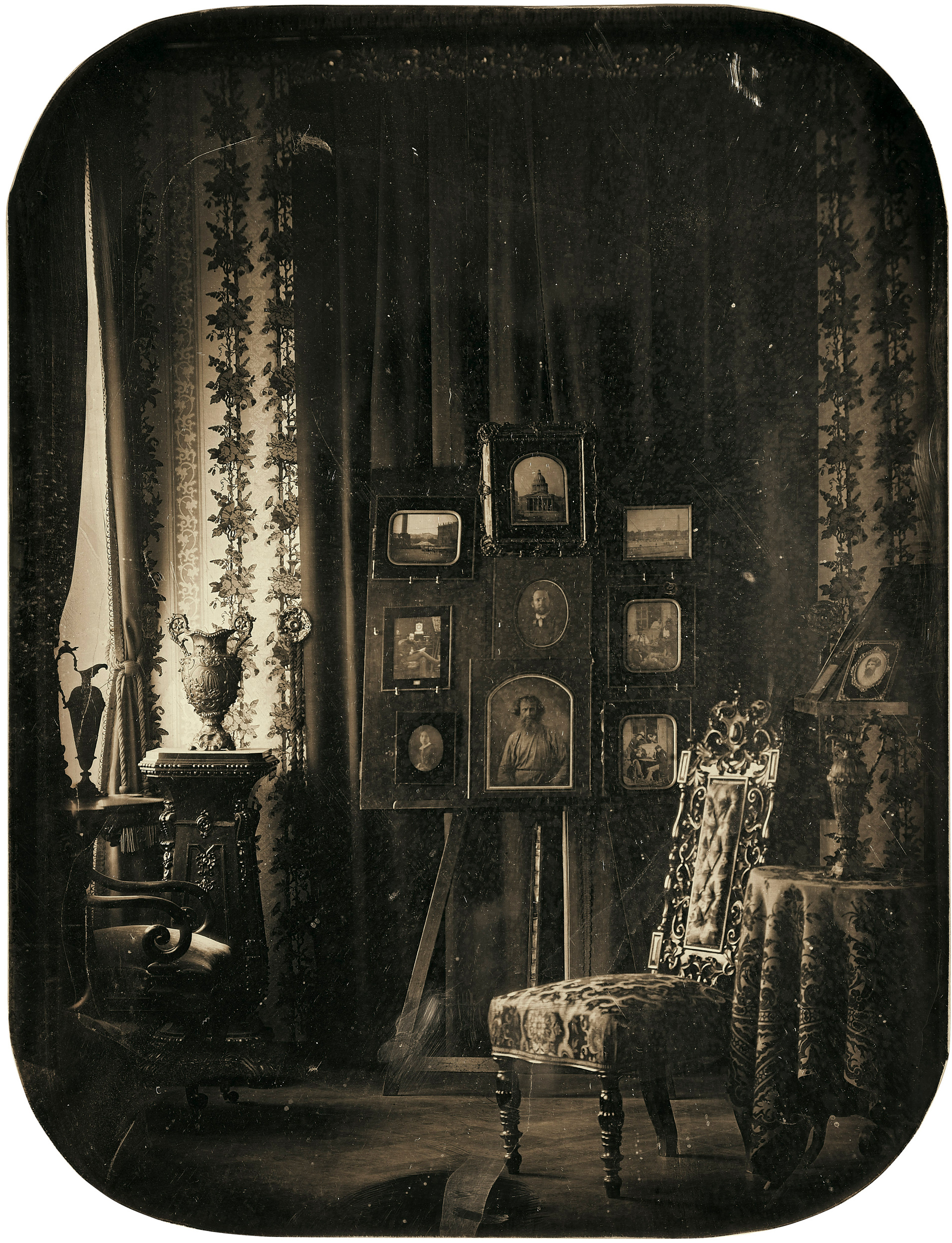
Jean-Baptiste Louis Gros: Salón barona Grose, daguerrotypie, 1850–57

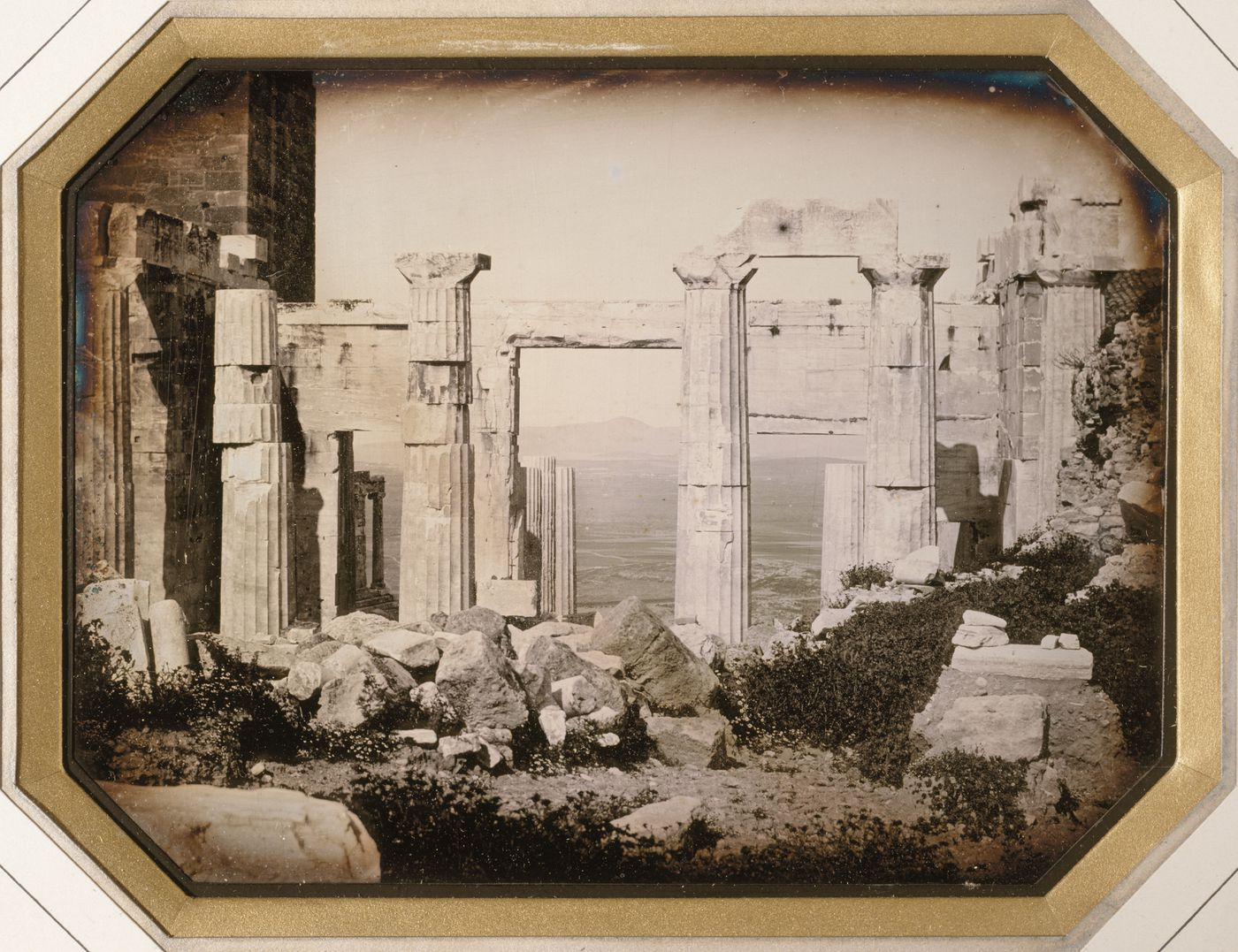
Jean-Baptiste Louis Gros: Akropolis, daguerrotypie, 1850

Jean-Baptiste Louis Gros (8. února 1793 Ivry-sur-Seine – 17. srpna 1870 Paříž) byl francouzský velvyslanec, malíř a jeden z prvních fotografů – daguerrotypistů.

## Život a dílo
Působil jako baron a francouzský chargé d'affaires v Bogotě (1838–1842), Aténách (1850) a velvyslanec v Londýně (1852–1863) – během tohoto období cestoval do Číny a Japonska v roce 1857 a 1858. Pořídil velké množství daguerrotypií – mezi nimiž jsou i snímky Akropole. Gros vedl francouzská vojska v Číně během Anglicko-francouzské expedice do Číny (1856–1860).
Dne 9. října 1858 podepsal v Edo Smlouvu o přátelství a obchodu mezi Francií a Japonskem a zahájil tak diplomatické vztahy mezi oběma zeměmi.
Fotografoval na Světové výstavě v Londýně v roce 1851. V roce 1854 založili v Paříži Jean-Baptiste Louis Gros, Hippolyte Bayard, Alexandre Edmond Becquerel, Eugène Durieu, Gustave Le Gray, Henri Victor Regnault a další fotografickou společnost Société française de photographie.
Techniku daguerrotypie se od něho naučil kolumbijský fotograf Luis García Hevia.